# Waiting for Your Love
Waiting for Your Love è una canzone della rock band Toto, settimo, ed ultimo singolo estratto dall'album del 1982 Toto IV.

## Informazioni
Il brano fu scritto nel 1982 da David Paich e Bobby Kimball, ebbe un buon successo commerciale nel 1983 guadagnandosi la settantatreesima posizione nella Billboard Hot 100. Il brano ha un sound molto Fusion unito al sound Soft rock, la canzone non contiene un assolo di chitarra, bensì un assolo di tastiera, considerato come uno dei più belli e difficili eseguiti dal tastierista Steve Porcaro. Il brano è anche l'ultima registrazione della band con Bobby Kimball, che per contrasti con gli altri membri, e problemi di droga e alcol, verrà sostituito da Fergie Frederiksen. Prima di andarsene dalla band Bobby però registrò il brano Right Part Of Me, poi inserito in Toto XX. Bobby tornerà con la band quindici anni dopo.

## Videoclip
Il video mostra la band mentre si esibisce in un locale notturno, mentre la band suona nel frattempo ci sono le persone del locale che ballano sulle note della canzone rendendola così eccitante, alla fine del video dopo che la band ha finito di suonare viene ben ricompensata con gli applausi di tutti i presenti.

## Tracce
1. Waiting for Your Love
2. I Won't Hold You Back

## Formazione
- Bobby Kimball - voce primaria
- Timothy B. Schmit - voce secondaria
- Steve Lukather - chitarra e voce secondaria
- David Paich - tastiera e voce secondaria
- Steve Porcaro - tastiera solista
- David Hungate - basso elettrico
- Jeff Porcaro - percussioni